# Welcome Home (Sanitarium)
Welcome Home (Sanitarium) – ballada rockowa zespołu Metallica z albumu Master of Puppets (1986).